# Bailyho perly

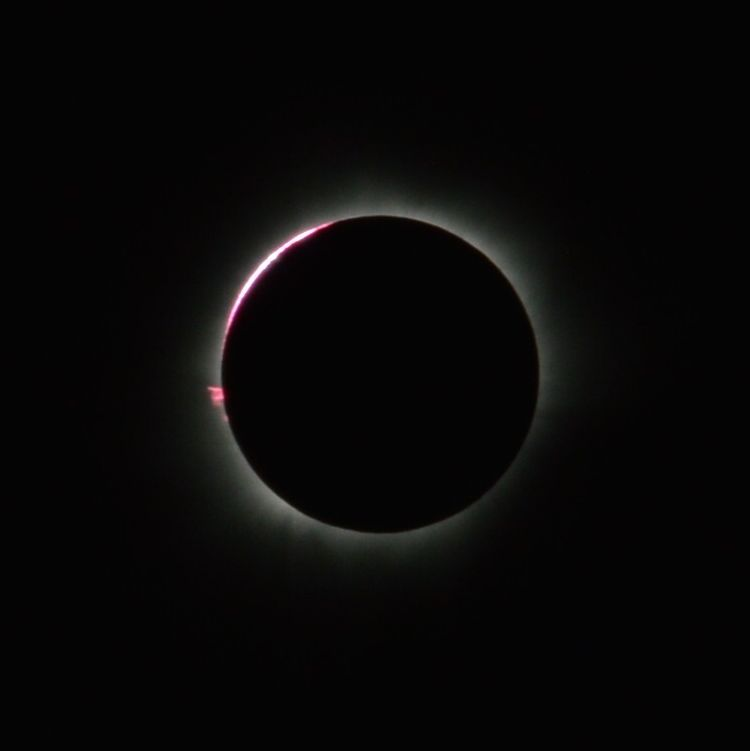
Bailyho perly

Bailyho perly jsou optickým úkazem pozorovatelným těsně před začátkem úplného zatmění Slunce a po jeho skončení nebo též při prstencovém zatmění. Vzniká přechodem slunečních paprsků přes nerovnoměrný okraj Měsíce a projevuje se jako obloukový řetězec zářivých perel. Úkaz popsal Francis Baily při úplném zatmění Slunce v Itálii v roce 1836.